# Lepojević
Lepojević (izvirno srbsko Лепојевић) je naselje v Srbiji, ki upravno spada pod Občino Rekovac; slednja pa je del Pomoravskega upravnega okraja.

## Demografija
V naselju živi 315 polnoletnih prebivalcev, pri čemer je njihova povprečna starost 47,5 let (45,7 pri moških in 49,4 pri ženskah). Naselje ima 106 gospodinjstev, pri čemer je povprečno število članov na gospodinjstvo 3,42.
To naselje je popolnoma srbsko (glede na rezultate popisa iz leta 2002), a v času zadnjih treh popisov je opazno zmanjšanje števila prebivalcev.
|  |

| Demografija | Demografija     | Demografija     |
| Leto        | Št. prebivalcev | Št. prebivalcev |
| ----------- | --------------- | --------------- |
|             |                 |                 |
|             |                 |                 |
|             |                 |                 |
|             |                 |                 |
| 1948        | 505             |                 |
| 1953        | 551             |                 |
| 1961        | 541             |                 |
| 1971        | 518             |                 |
| 1981        | 471             |                 |
| 1991        | 423             | 414             |
| 2002        | 377             | 362             |
|             |                 |                 |

| Etnična sestava po popisu iz leta 2002 | Etnična sestava po popisu iz leta 2002 | Etnična sestava po popisu iz leta 2002 | Etnična sestava po popisu iz leta 2002 | Etnična sestava po popisu iz leta 2002 |
| -------------------------------------- | -------------------------------------- | -------------------------------------- | -------------------------------------- | -------------------------------------- |
| Srbi                                   | Srbi                                   |                                        | 362                                    | 100,0%                                 |
| Neznano                                | Neznano                                |                                        | 0                                      | 0,0%                                   |